# ناوشکن

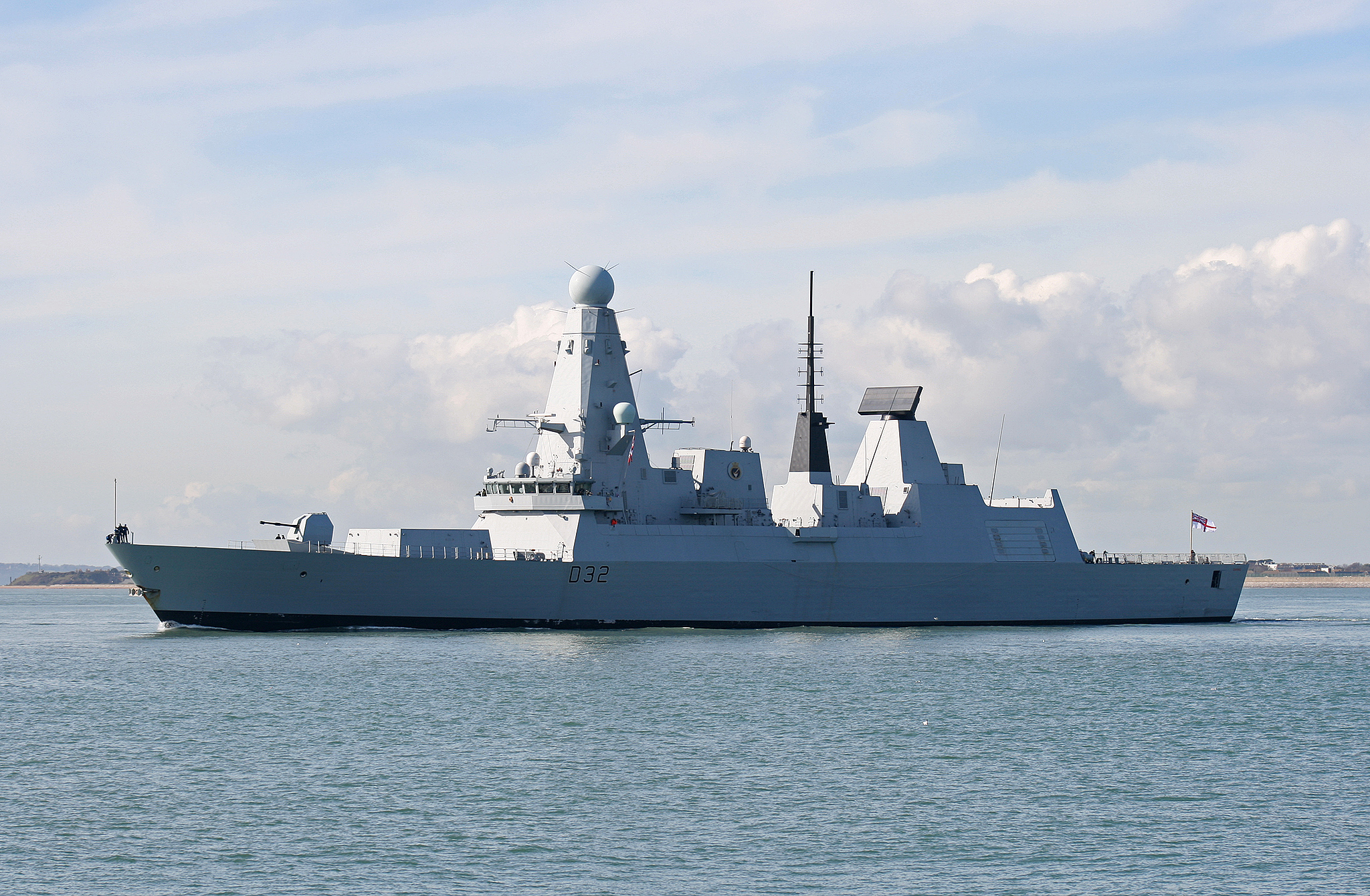
اچ‌ام‌اس دیرینگ از کلاس ناوشکن‌های تایپ ۴۵ بریتانیایی که در سال ۲۰۰۶ به آب انداخته شد.

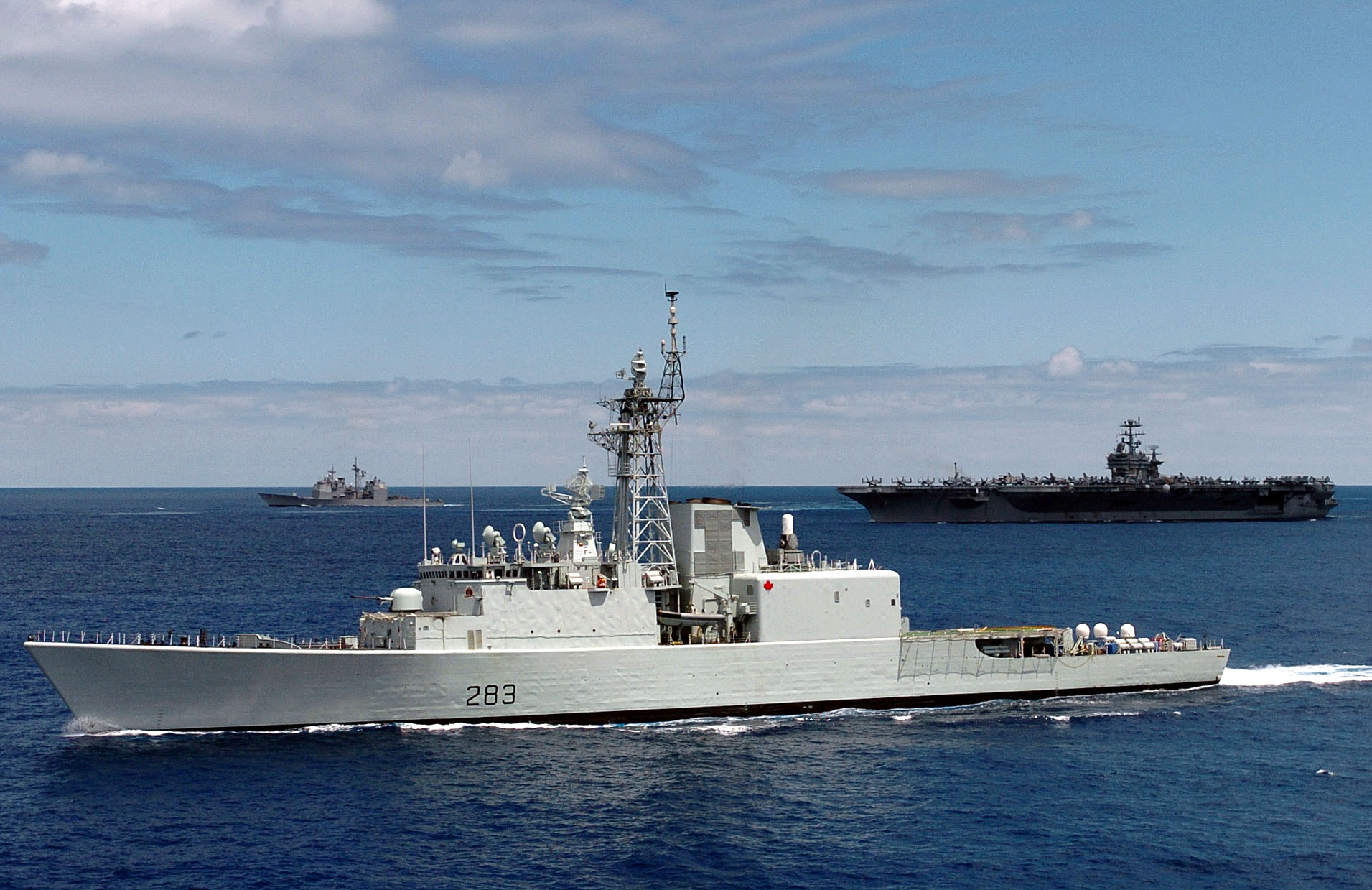
ناوشکن کانادایی کلاس ایروکوای

ناوشکن (به انگلیسی: Destroyer) در نیروهای دریایی، گونه‌ای کشتی جنگی سریع، با تحرک و برد عملیاتی بالا است که به همراهی و محافظت از شناورهای بزرگتر در یک ناوگان، کاروان دریایی یا ناوگروه هواپیمابر نبرد می‌پردازد. ناوشکن‌ها ابتدا در سال ۱۸۸۵ توسط فرناندو ویلامیل برای نیروی دریایی اسپانیا برای دفاع در برابر قایق‌های اژدرافکن طراحی شدند، و تا زمان جنگ روسیه و ژاپن در سال ۱۹۰۴، این ناوهای ضدِ قایق اژدرافکن، «قایق‌های اژدرافکن بزرگ، سریع و به‌شدت مسلحی بودند که برای نابود کردن سایر قایق‌های اژدرافکن طراحی شده بودند». اگرچه اصطلاح «ناوشکن» از سال ۱۸۹۲ توسط نیروهای دریایی به‌همراه «TBD» و «ناو ضد قایق اژدرافکن» استفاده می‌شد، اما تقریباً تا جنگ جهانی اول، اصطلاح «ناو ضد قایق اژدرافکن» به‌طور کلی به «ناوشکن» خلاصه شده بود.
پیش از جنگ جهانی دوم بیشتر ناوشکن‌ها کشتی‌هایی سبک و کم‌استقامت برای عملیات‌های اقیانوسی بدون مراقبت بودند؛ به‌طور معمول، چند ناوشکن و یک ناو پشتیبان با هم عمل می‌کردند. پس از جنگ، اندازهٔ ناوشکن‌ها بزرگتر شد. ناوشکن آمریکایی کلاس آلن ام سامنر ۲۲۰۰ تن وزن داشت، در حالی که کلاس آرلی برک تا ۹۶۰۰ تن وزن دارد که تفاوت آن نزدیک به ۳۴۰٪ است. ورود موشک‌های هدایت‌شونده به صحنهٔ نبردهای دریایی باعث شد ناوشکن‌ها بتوانند نقش‌هایی را بر عهده بگیرند که پیشتر به رزم‌ناوها و نبردناوها تعلق داشت. این وضعیت باعث شد ناوشکن‌های بزرگتر و قدرتمندتر موشک‌انداز با توانایی بیشتر در عملیات‌های منفرد تولید شود.
در آغاز سدهٔ بیست و یکم ناوشکن‌ها به متداول‌ترین یگان‌های سنگین جنگ سطحی برای استفاده عمومی تبدیل شده‌اند. تنها دو کشور ایالات متحده و روسیه رزمناو در خدمت دارند.
ناوشکن‌های مدرن، که به نام ناوشکن موشک‌انداز شناخته می‌شوند، قدرت آتش برتری فوق‌العاده‌ای دارند مجهز به انواع رادارهای هوایی، سطحی، زیرسطحی و موشک‌های پدافند هوایی و سطحی و اژدر زیردریایی و توپ‌های ضد ساحل و دفاع نزدیک و قادر به شلیک موشک‌های دارای کلاهک اتمی نیز هستند.

## تاریخ آغازین

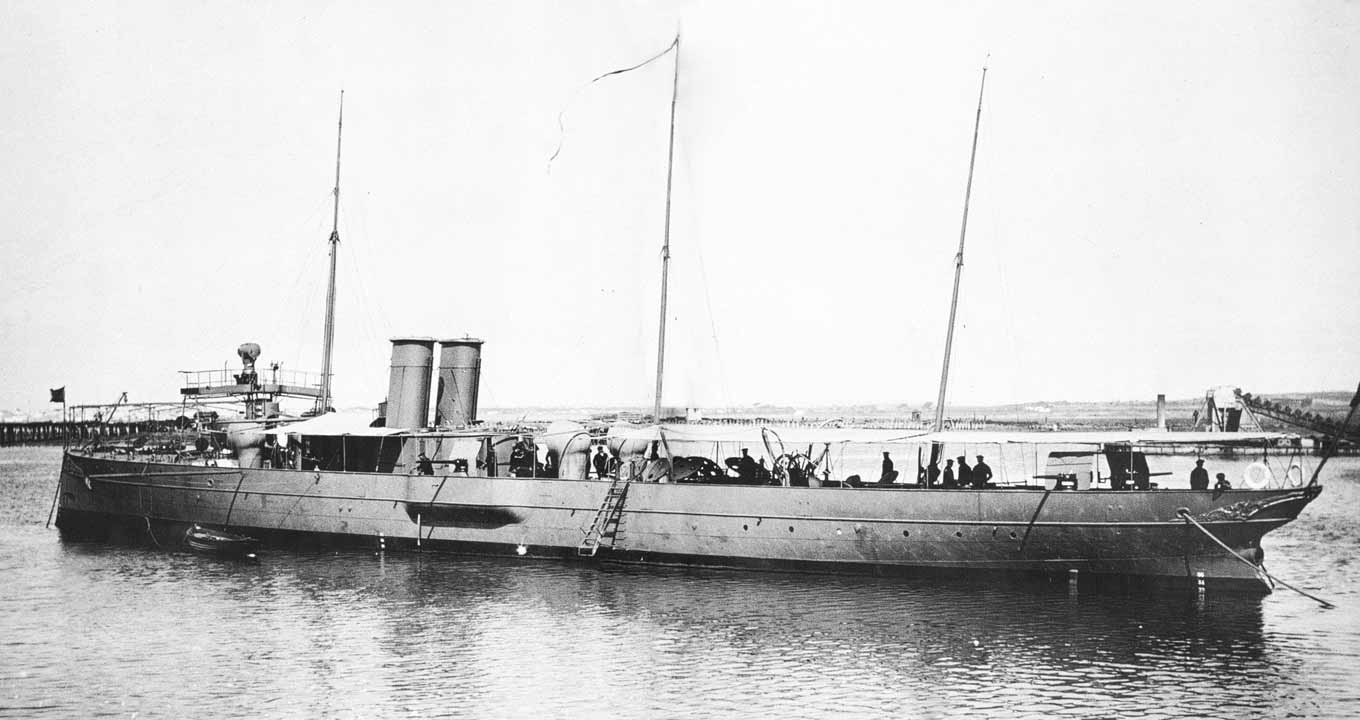
اولین ناوشکن ساخته شده

پدیدار شدن ناوشکن‌ها و بهینه‌سازی آنان تا جنگ جهانی دوم، با اختراع اژدر در ارتباط بوده است. اختراع اژدرهای ملخ‌دار خودپیشران (به انگلیسی: Self-propelled torpedo) در دهه ۱۸۶۰ به یک طرف درگیر این امکان را داد که تنها با یک پرتاب‌کننده که اژدر از آن رها می‌شد یک ناوگان قوی دشمن را نابود کند.
قایق‌های تندرو برای حمل اژدر ساخته‌شدند که قایق اژدرافکن نام دارند. این قایق‌ها در دهه ۱۸۸۰ به کشتی‌های کوچک ۵۰–۱۰۰ تُنی تبدیل شدند که به اندازه کافی تند و سریع بودند که از دست قایق‌های مراقبتی دشمن بگریزند.
نخستین پاسخ به پدیدار شدن قایق‌های اژدرافکن، ساخت قایق‌های محافظتی سریع تر با آتشبار سنگین‌تر بود که شکارچی (به انگلیسی: Catchers) نام گرفتند.
در ابتدا تهدید با اژدرها تنها زمانی بود که ناوها در بندر لنگر انداخته بودند؛ ولی به مرور ساخت اژدرها با برد بیشتر و سریع تر سبب تهدید ناوبری در دریا نیز شد.
پس از این که نیاز به اسکورت ناوگان‌ها توسط شکارچی در دریا نیز احساس شد، این قایق‌ها می‌بایست تحمل و توانایی سفرهای دریایی را نیز می‌داشتند، در نتیجه به طول آنان افزوده‌شد و بزودی به‌طور رسمی قایق اژدرافکن شکن نام گرفتند و پس از آن شکننده (ناوشکن) نامیده‌شدند.
زمانی رسید که ناوشکن‌ها خیلی بیشتر از یک شکارچی حفاظتی بودند، این ایده مطرح شد که خود آنان می‌توانند نقش اژدرافکن را نیز داشته‌باشند، بنابراین لوله‌های پرتاب اژدر به آنان افزوده‌شد. در آن زمان و حتی در زمان جنگ جهانی اول تنها عملکرد ناوشکن‌ها حفاظت از ناوگان خودی از حمله اژدرافکن‌ها و انجام حمله متقابل به رزم‌ناوهای دشمن بود. وظیفه اسکورت کشتی‌های بازرگانی در آینده به آنان افزوده‌شد.

## کاربران

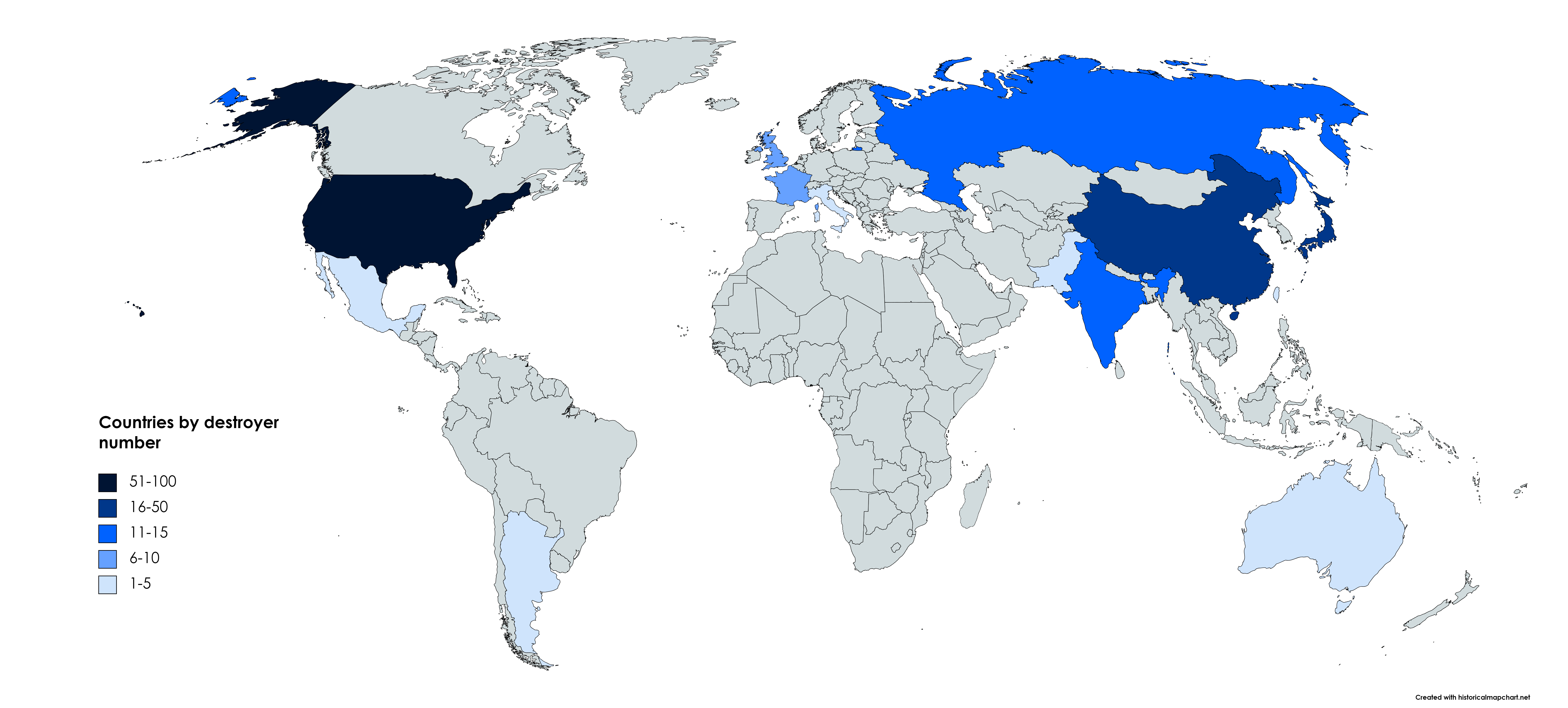
کشورها براساس تعداد ناوشکن (رنگ آبی نشان‌دهنده کشورهای کاربر ناوشکن است و تعداد آن براساس راهنمای درون تصویر است)

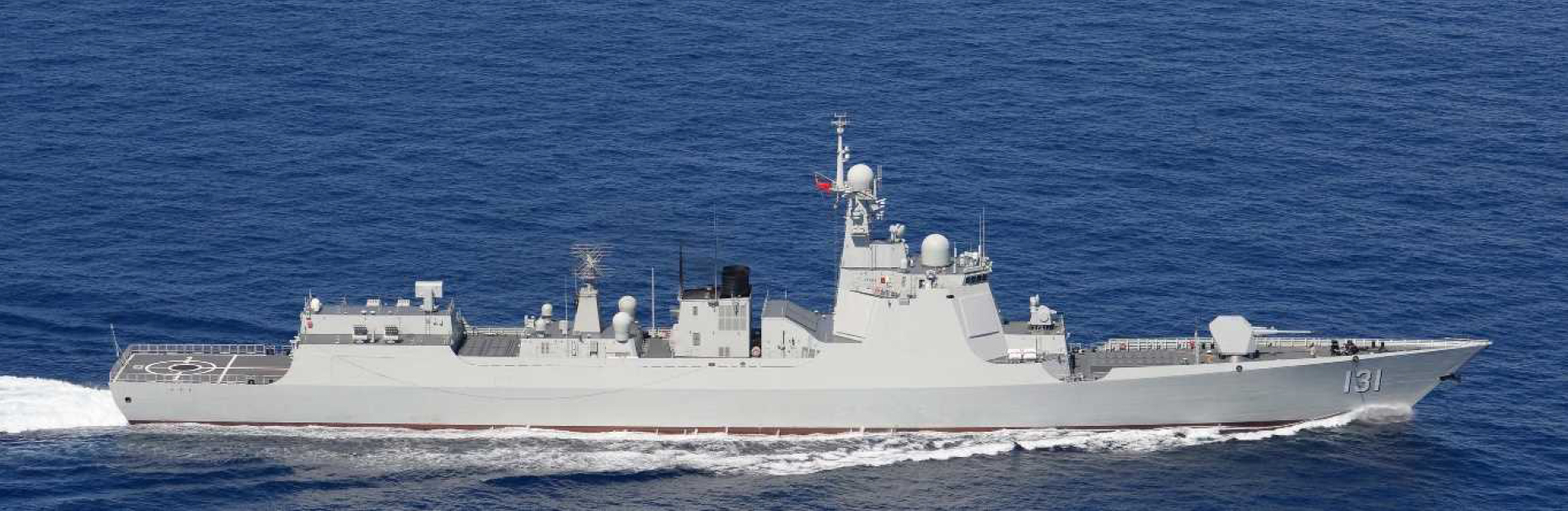
ناوشکن نیروی دریایی چین از کلاس لویانگ ۳ (تایپ ۰۵۲دی)

- نیروی دریایی ارتش آزادی‌بخش خلق هفت فروند ناوشکن کلاس رِنهای،[۸] دو فروند کلاس لویانگ ۱، شش فروند کلاس لویانگ ۲، ۲۴ فروند کلاس لویانگ ۳[۹] و دو فروند کلاس لزیو در خدمت دارد. همچنین چینی‌ها دو فروند ناوشکن کلاس لوهو، یک فروند کلاس لوهای، و چهار فروند کلاس سورمِنی از نسخه‌های قدیمی‌تر در خدمت دارند. البته ناتو و وزارت دفاع آمریکا، کلاس رِنهای (تایپ ۰۵۵) را به‌دلیل وزن و توانمندی‌هایش، یک رزم‌ناو مشابه کلاس تیکاندروگا در نظر می‌گیرند.[۱۰]
- نیروی دریایی  آرژانتین یک فروند ناوشکن تایپ ۴۲ را به‌عنوان کشتی ترابری در خدمت دارد.
- نیروی دریایی  استرالیا سه فروند ناوشکن کلاس هوبارت در خدمت دارد.
- نیروی دریایی  جمهوری چین (تایوان) چهار فروند ناوشکن کلاس کید در خدمت دارد که از آمریکا خریده است.
- نیروی دریایی  مصر یک فروند ناوشکن کلاس زد برای آموزش در خدمت دارد.
- نیروی دریایی فرانسه دو فروند ناوچه کلاس هرایزن و هشت فروند ناوچه چندمنظوره فریم از کلاس آکیتین در خدمت دارد. نیروی دریایی فرانسه آن‌ها را "ناوشکن" نمی‌نامد، بلکه از واژه "ناوچه درجه یک" برای آنها استفاده می‌کند؛ اما آنها با کد بدنه ناتو "D" نامیده شده‌اند که نشان‌دهنده نوع ناوشکن است، برخلاف "F" برای ناوچه.[۱۱]
- نیروی دریایی هند دو فروند ناوشکن کلاس ویساکاپاتنام، سه فروند کلاس کلکته، سه فروند کلاس دهلی و سه فروند کلاس راجپوت در خدمت دارد.
- نیروی دریایی  ایتالیا دو فروند ناوشکن کلاس هرایزن و دو فروند کلاس دوراند ده لا پنه در خدمت دارد.
- نیروی دریایی روسیه دو فروند ناوشکن کلاس سورمِنی و هشت فروند کلاس آدلیو در خدمت دارد.

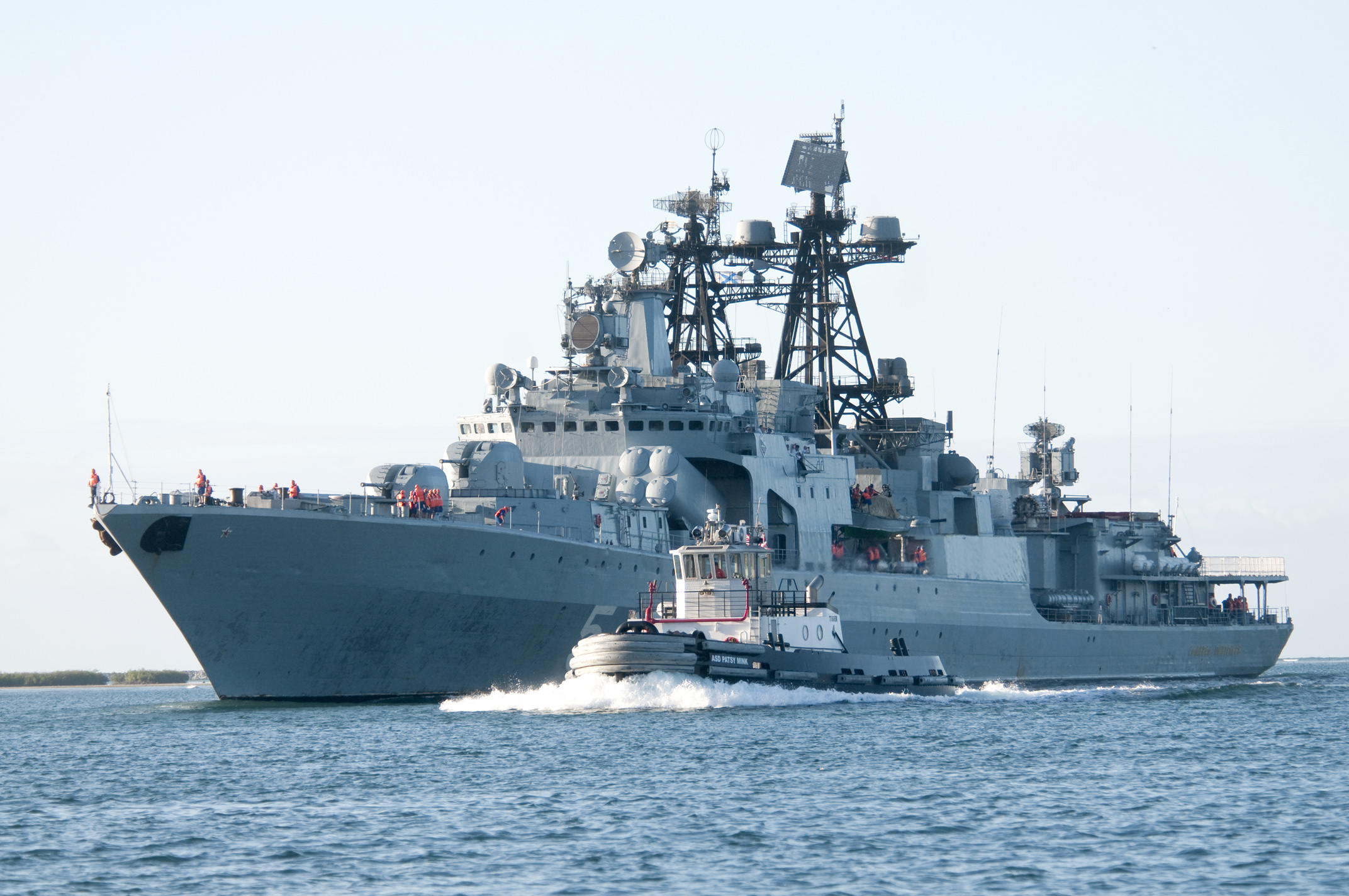
دریاسالار پانتلیف، ناوشکن موشک‌انداز کلاس آدلیو در نیروی دریایی روسیه

- نیروی دریایی  بریتانیا شش فروند ناوشکن تیپ ۴۵ در خدمت دارد.
- نیروی دریایی ایالات متحده آمریکا ۷۳ فروند ناوشکن موشک‌انداز کلاس آرلی برک فعال از مجموع ۹۲ فروند برنامه‌ریزی‌شده و ۲ فروند ناوشکن کلاس زاموالت فعال از مجموع ۳ فروند برنامه‌ریزی‌شده در خدمت دارد.

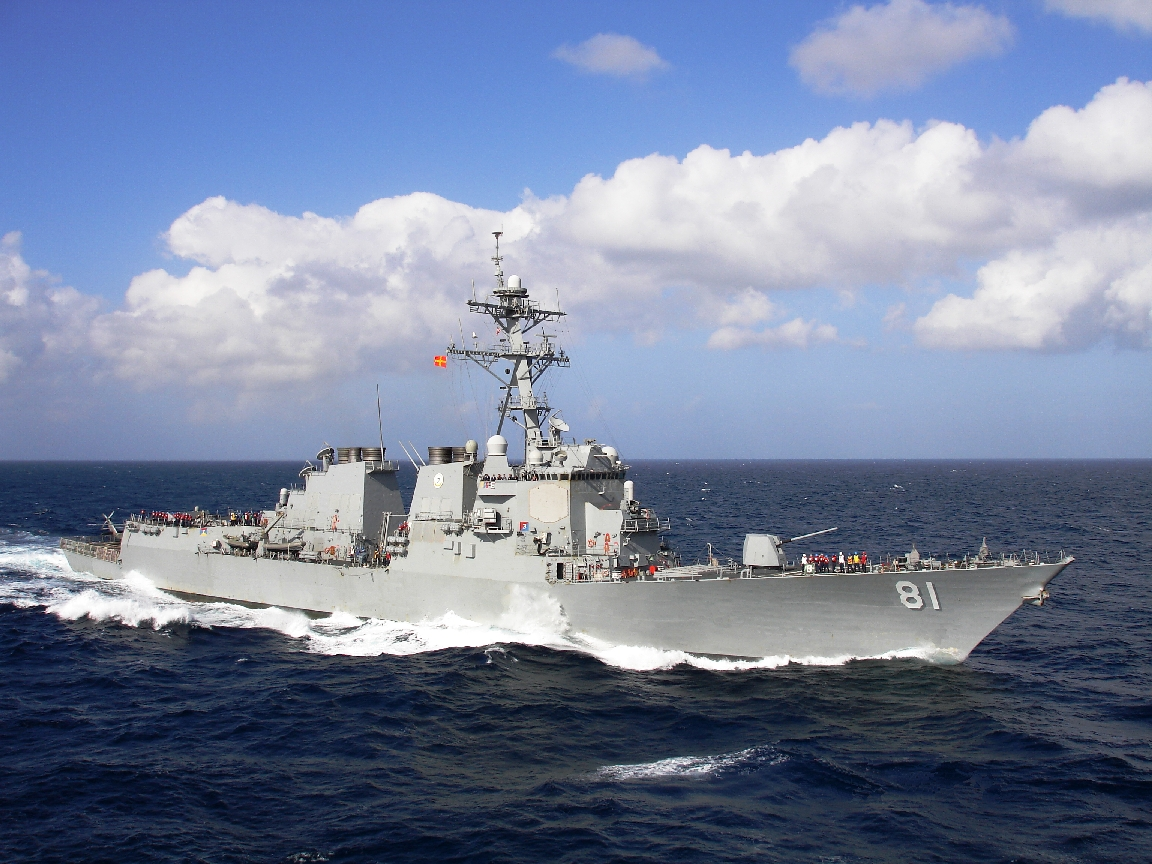
یواس‌اس وینستون اس. چرچیل، ناوشکن موشک‌انداز کلاس آرلی برک در نیروی دریایی ایالات متحده آمریکا

- نیروی دریایی سلطنتی تایلند یک فروند ناوشکن اسکورت کلاس کانون را برای آموزش از آمریکا خریده است.

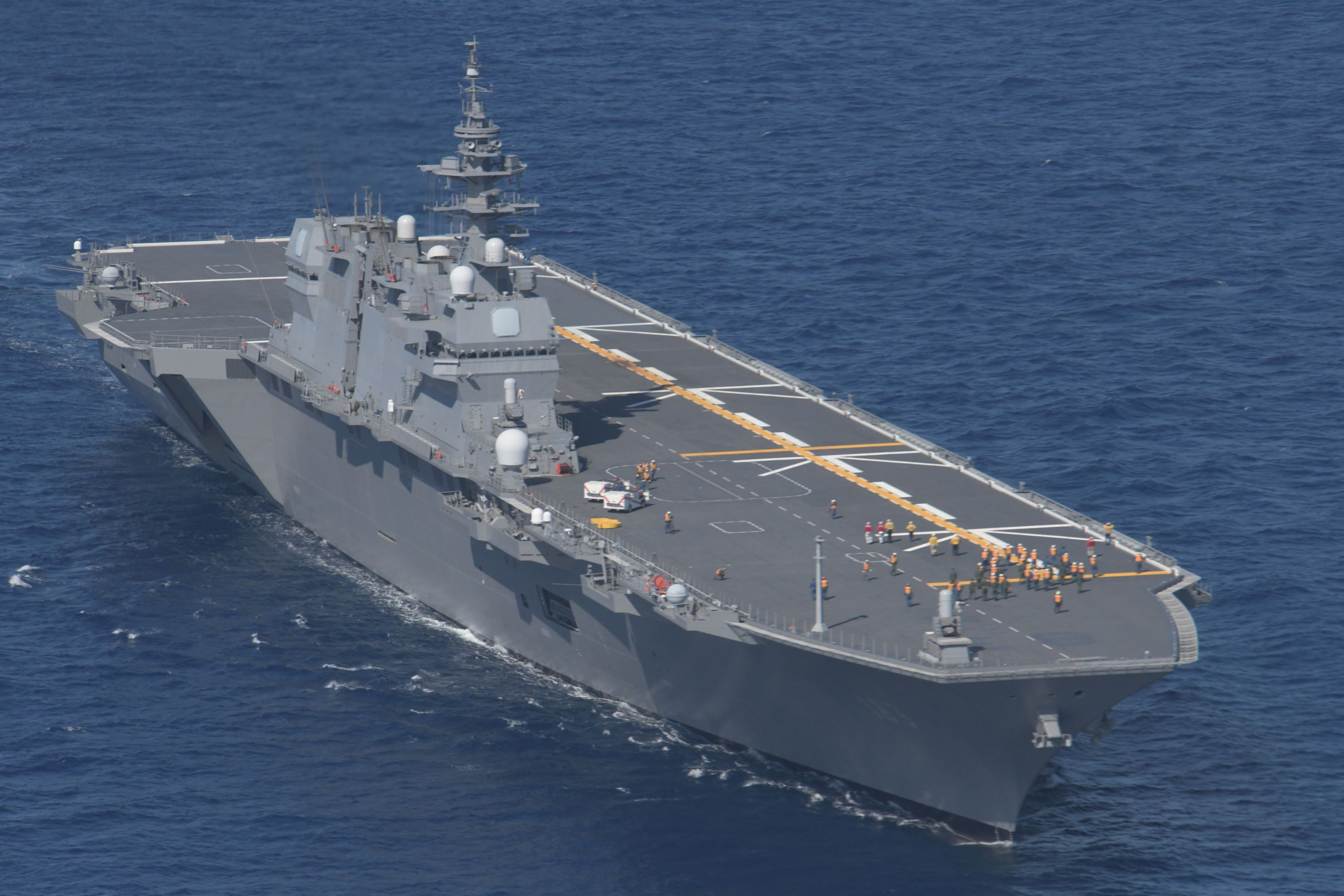
کلاس ایزومو ژاپنی که در جهان به‌عنوان ناو بالگردبر شناخته می‌شود.

- نیروی دریانوردی دفاع‌ازخود ژاپن دو فروند ناوشکن کلاس مایا، دو فروند کلاس اتاگو، چهار فروند کلاس کنگو، دو فروند کلاس آساهی، چهار فروند کلاس آکیزوکی، پنج فروند کلاس تاکانامی، نه فروند کلاس موراسامه، هشت فروند کلاس آساگیری، دو فروند کلاس هاتاکازه و شش فروند کلاس آبوکوما در خدمت دارد. ژاپن همچنین دو فروند ناوشکن بالگردبر کلاس ایزومو و دو فروند ناوشکن بالگردبر کلاس هیوگا در اختیار دارد که معمولاً به‌عنوان ناو بالگردبر شناخته می‌شوند.
- نیروی دریایی کره جنوبی سه فروند ناوشکن کلاس سِجونگ بزرگ، شش فروند کلاس چونگ‌موگونگ یی‌سان‌شین و سه فروند کلاس گوانگ‌گاتویِ بزرگ در خدمت دارد.

### ناوشکن غیرفعال
- نیروی دریایی  یونان ناوشکن اچ‌اس وِلوز از کلاس فلچر را به‌دلیل اهمیت تاریخی آن، به‌صورت تشریفاتی در اختیار دارد.
- نیروی دریایی  لهستان ناوشکن اوآرپی بوسکاویسا از کلاس گرام را به‌دلیل اهمیت تاریخی آن، به‌صورت تشریفاتی در اختیار دارد.

### ناوچه‌های طبقه‌بندی‌شده به‌عنوان ناوشکن
- نیروی دریایی ارتش جمهوری اسلامی ایران پنج فروند ناوچه کلاس موج در خدمت دارد. با وجود وزن و توانمندی‌های کمتر این کلاس که شبیه ناوچه است، ایران آن‌ها را به‌عنوان ناوشکن طبقه‌بندی می‌کند.
- نیروی دریایی  آرژانتین چهار فروند ناوشکن کلاس آلمیرانت براون-کلس در خدمت دارد. بدنه این کلاس ناوچه مکو ۳۶۰اچ۲ است.

### طبقه‌بندی‌شده در رده ناوچه‌ها
- نیروی دریایی  مصر ئی‌ان‌اس تحیا مصر را در خدمت دارد. تحیا نسخه‌ای از ناوچه چندمنظوره فریم از کلاس آکیتین فرانسوی است که ویژگی‌های مشابه ناوشکن دارد.
- نیروی دریایی  آلمان سه فروند ناوچه کلاس زاکسن و چهار فروند ناوچه کلاس بردن-وورتنبرگ در خدمت دارد. آلمان همه آنها را به‌عنوان ناوچه طبقه‌بندی می‌کند، اما به‌دلیل اندازه و ظرفیت‌شان معمولا ناوشکن شمرده می‌شوند.
- نیروی دریایی  هلند چهار فروند ناوچه دی زیفن پروفینسین در خدمت دارد. هلند آنها را به‌عنوان ناوچه طبقه‌بندی می‌کند، اما به‌دلیل اندازه و ظرفیت‌شان معمولا ناوشکن شمرده می‌شوند.
- نیروی دریایی  نروژ چهار فروند ناوچه فریتجوف نانسن در خدمت دارد. این ناوها نسخه‌ای از کلاس آلوارو دی بازن اسپانیا هستند که ناوچه نامیده شده‌اند، اما اندازه و تسلیحات آنها مشابه ناوشکن است.
- نیروی دریایی  رومانی ناوچه مرششت را در خدمت دارد. این کشتی از سال ۱۹۹۰ تا ۲۰۰۱ به عنوان ناوشکن طبقه‌بندی شده بود، سپس به عنوان ناوچه طبقه‌بندی شد. هیچ دلیل رسمی برای این موضوع ارائه نشد و همچنین تغییری در تسلیحات و توانایی‌های آن ایجاد نشد، بنابراین می‌توان نوع آن را ناوشکن شمرد.
- نیروی دریایی  اسپانیا پنج فروند ناوچه کلاس آلوارو دی بازن در خدمت دارد. اسپانیا آنها را به‌عنوان ناوچه طبقه‌بندی می‌کند، اما به‌دلیل اندازه و ظرفیت‌شان معمولا ناوشکن شمرده می‌شوند.
- نیروی دریایی سلطنتی مراکش ناو محمد ششم را در خدمت دارد. این نسخه‌ای از ناوچه چندمنظوره فریم از کلاس آکیتین فرانسوی است که ویژگی‌های مشابه ناوشکن دارد.